# Miguel Ángel (football, 1978)
Pour les articles homonymes, voir Miguel Ángel et Lozano.
Miguel Ángel Lozano, plus communément appelé Miguel Ángel, est un footballeur espagnol né le 17 septembre 1978 à Sabadell. Il évolue au poste de milieu de terrain.

## Biographie
Il joue son seul match avec l'équipe première du FC Barcelone le 24 mars 1998 lors d'un match de la Copa Catalunya face à l'UE Lleida (victoire 2 à 1).

## Carrière
- 1995-1996 CE Sabadell (Segunda-B), ( Espagne)
- 1996-1997 : FC Barcelone C, (Tercera División), ( Espagne)
- 1997-1999 : FC Barcelone B (Segunda-B), ( Espagne)
- 1999-août 2001 : Levante UD (Segunda), ( Espagne)
- août 2001-2005 : Málaga CF (Liga), ( Espagne)
- 2005-2007 : Betis Séville (Liga), ( Espagne)
- 2007-2008 : Levante UD prêt (Liga), ( Espagne)
- 2008-2010 : Málaga CF (Liga), ( Espagne)
- 2009-2010 : Gimnàstic de Tarragona prêt (Segunda), ( Espagne)
- 2010 : SD Ponferradina (Segunda), ( Espagne)
- 2011- : CF Badalona (Segunda-B), ( Espagne)[1],[2]

## Palmarès
- Málaga CF
  - Vainqueur de la Coupe Intertoto en 2002.